# Germain-Hyacinthe de Romance
Germain-Hyacinthe de Romance, marquis de Mesmon (* 23. November 1745 in Paris; † 2. März 1831 in Neuilly-sur-Seine) war ein französischer Offizier, Publizist und Schriftsteller.

## Leben und Werk

### Jugend und Dienstzeit in der königlichen Garde
Germain de Romance entstammte einer adeligen Familie aus den Ardennen. Geboren als Chevalier de Romance, nahm er später neben seinem Titel als dritter Marquis de Romance den Titel seines Onkels, Marquis de Mesmon-en-Porcien (das heutige Mesmont im Département Ardennes) an. In seiner Jugend Page des Marstalls am Hof des französischen Königs Ludwig XV., diente er im Garderegiment Ludwigs XVI., wo er bis zum Ausbruch der Revolution den Rang eines Oberstleutnants der Kavallerie erreichte. Während seiner Dienstzeit wurde er 1782 in die Freimaurerloge Saint-Jean-d’Écosse du Contrat social aufgenommen.

### Emigration nach Deutschland

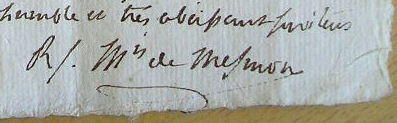
Unterschrift des Marquis de Mesmon in einem Brief an den Hamburger Kaufmann Caspar Zeller aus dem Jahr 1796.

Nach dem Ausbruch der französischen Revolution diente er zunächst in der Emigrantenarmee des Prinzen von Condé, wo er den Rang eines Generalmajors erreichte. Anschließend ließ er sich in Hamburg nieder. Dort betrieb er gemeinsam mit der Comtesse d’Asfeld eine florierende Feinkosthandlung. Besondere Bekanntheit erlangte er allerdings durch seine Tätigkeit als Publizist. Er schrieb Artikel für die Emigrantenzeitung Spectateur du Nord und gab das wöchentlich erscheinende Journal Le Réveil und schließlich den Le Censeur heraus. Für eine gegen Napoleon gerichtete Kritik wurde er auf Veranlassung des Hamburger Senats im August 1800 verhaftet.

### Am Hofe des Zaren
Auf Vermittlung des russischen Gesandten in Hamburg wurde de Romance nach einem einmonatigen Gefängnisaufenthalt wieder auf freien Fuß gesetzt und ging anschließend nach Russland. Zar Paul I. ernannte ihn zum kaiserlich-russischen Hofrat im Range eines Generalmajors. Während seiner Zeit in Russland bekleidete er verschiedene Posten im russischen Bildungs- und Außenministerium und wurde mit dem russischen Sankt-Annen-Orden ausgezeichnet. Unter Zar Alexander I. trat er von seinen Ämtern zurück, um nach Frankreich zurückzukehren.

### Rückkehr nach Frankreich und letzte Jahre
Nach seiner Rückkehr in die Heimat wurde er während der Restauration der Bourbonen von Ludwig XVIII. im Rang eines Maréchal de camp in den Ruhestand versetzt. In den letzten Jahren erblindet starb er 1831 in Neuilly-sur-Seine bei Paris.

## Werke (Auswahl)
Neben seiner Tätigkeit als Autor von Zeitschriftenbeiträgen veröffentlichte de Romance eine Reihe eigenständiger Schriften und betätigte sich als Übersetzer mehrerer englischsprachiger Werke:
Eigenständige Schriften
- Éloge du docteur Quesnai (1775)
- Éloge du Suger (1779)
- Oraison funèbre de ma petite chienne (Bruxelles 1784)
- Portrait de Cléobuline et la Maison de Myrtho (1785)
- Recherches philosophiques sur le sens moral de la fable de Psyché et de Cupidon (Hamburg 1798)
- De la Liberté de pensée et de la Presse (Paris 1817)

Als Übersetzer
- William Dalrymple, Voyage en Espagne et en Portugal dans l’année 1774 (Bruxelles 1783) <Originaltitel: Travels through Spain and Portugal in 1774>
- Henry Lloyd, Introduction à l’histoire de la guerre en Allemagne en 1756 …, Band 1 (London 1784) <Originaltitel: History of the late war …>